# Katedra św. Matki Teresy z Kalkuty w Vau i Dejës
Katedra świętej Matki Teresy z Kalkuty (alb. Katedralja Nënë Terezja) – rzymskokatolicka katedra diecezji Sapa, w Vau i Dejës, w Albanii.
Została ukończona w 2007 roku.